# Miño de San Esteban
Miño de San Esteban ist ein zentralspanisches Bergdorf und gleichzeitig das Zentrum einer Gemeinde (municipio) mit nur noch 40 Einwohnern (Stand: 2024) in der Provinz Soria in der Autonomen Gemeinschaft Kastilien-León. Der Ort gehört zur bevölkerungsarmen Serranía Celtibérica und liegt am Camino del Cid.

## Lage und Klima
Der Ort Miño de San Esteban liegt in der eher kargen Hügellandschaft im Westen der Provinz Soria ca. 5 km südlich des Duero in einer Höhe von ca. 960 m. Die Entfernung zur Provinzhauptstadt Soria beträgt knapp 85 km (Fahrtstrecke) in nordöstlicher Richtung; die nächstgelegene Stadt, Burgo de Osma, ist etwa 25 km entfernt. Das Klima ist gemäßigt bis warm; der eher spärliche Regen (ca. 490 mm/Jahr) fällt übers Jahr verteilt.

## Bevölkerungsentwicklung
| Jahr      | 1857 | 1900 | 1950 | 2000 | 2019 |
| Einwohner | 367  | 431  | 409  | 94   | 46   |

Die Mechanisierung der Landwirtschaft, die Aufgabe bäuerlicher Kleinbetriebe und die zunehmende Trockenheit der Bergregion führten zu einem Verlust an Arbeitsplätzen, was seit den 1950er Jahren eine Landflucht auslöste.

## Wirtschaft
Auf den kargen Böden der kalten Hochflächen der Provinz Soria war – mit Ausnahme von Gerste – kaum Getreideanbau möglich. Die Bevölkerung lebte jahrhundertelang von der Zucht von Schafen und Ziegen, aus deren Milch Käse hergestellt wurde, der sich nach mühsamem Transport auf dem Markt in Burgo de Osma verkaufen oder gegen Mehl etc. eintauschen ließ. Die Wolle der Schafe wurde versponnen und im Winter zu Stoffbahnen verwoben, aus denen einfache Kleidung hergestellt wurde. Ziegenhaare eigneten sich teilweise zur Herstellung von wetterfesten Überwürfen (ponchos) oder von Säcken, Seilen etc. Heute bildet die Vermietung von Ferienhäusern (casas rurales) neben der Landwirtschaft die wichtigste Einnahmequelle der Gemeinde.

## Geschichte

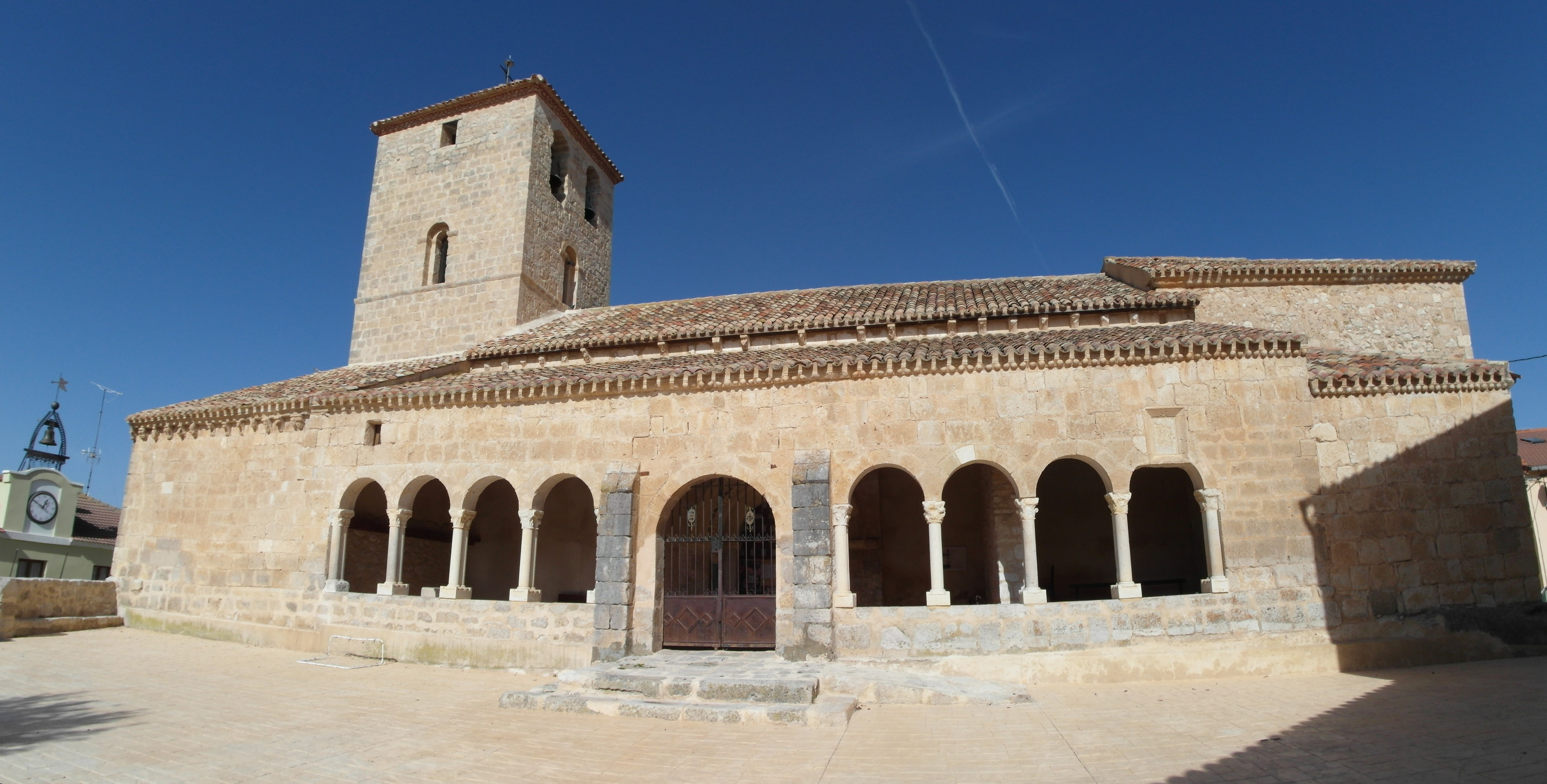
Iglesia de San Martín

Kelten, Römer, Westgoten und selbst die Mauren haben keine archäologisch verwertbaren Spuren hinterlassen; wahrscheinlich waren es Jäger und Hirten, die zuerst in die Bergregion vordrangen und sie als Sommerweide nutzten. Die nachweisbare Geschichte des Ortes beginnt mit seiner romanischen Kirche. 

## Sehenswürdigkeiten
Die ursprünglich aus Bruchsteinen errichtete Kirche San Martín ist dem heiligen Martin von Tours geweiht. Sie wurde – wie etliche Kirchen der Region – später um eine Südvorhalle (portico) und einen Glockenturm (campanario) aus exakt behauenen Steinen erweitert. Das durch die Vorhalle geschützte romanische Portal ist von großer dekorativer Vielfalt; vor allem bemerkenswert sind die grünen Steineinlegearbeiten in einer der Archivolten. Im Kirchenschiff (nave) finden sich gotische Freskenreste des 13./14. Jahrhunderts; in einer Ecke steht ein romanischer Taufstein (pila bautismal).